# Équipe d'Allemagne de football à la Coupe des confédérations 1999
L'équipe d'Allemagne de football participe à sa 1re Coupe des confédérations lors de l'édition 1999 qui se tient au Mexique, du 24 juillet au 4 août 1999. Elle se rend à la compétition en tant que vainqueur de l'Euro 1996.

## Résultats

### Phase de groupe
|   | Équipe           | Pts | J | G | N | P | BP | BC | Diff |
| - | ---------------- | --- | - | - | - | - | -- | -- | ---- |
| 1 | Brésil           | 9   | 3 | 3 | 0 | 0 | 7  | 0  | +7   |
| 2 | États-Unis       | 6   | 3 | 2 | 0 | 1 | 4  | 2  | +2   |
| 3 | Allemagne        | 3   | 3 | 1 | 0 | 2 | 2  | 6  | -4   |
| 4 | Nouvelle-Zélande | 0   | 3 | 0 | 0 | 3 | 1  | 6  | -5   |

| 24 juillet 1999 | Allemagne  | 0 | 4 | Brésil           |
| 28 juillet 1999 | Allemagne  | 2 | 0 | Nouvelle-Zélande |
| 30 juillet 1999 | États-Unis | 2 | 0 | Allemagne        |

| 24 juillet 1999                   | Brésil                                                | 4 - 0 | Allemagne | Stade Jalisco, Guadalajara                              |                                                         |
| 12:00 · Historique des rencontres | Zé Roberto 62e · Ronaldinho 72e (pen.) · Alex 86e 87e |       |           | Spectateurs : 60 000 Arbitrage : Gilberto Alcalá Pineda | Spectateurs : 60 000 Arbitrage : Gilberto Alcalá Pineda |
| 12:00 · Historique des rencontres | (Rapport)                                             |       |           | Spectateurs : 60 000 Arbitrage : Gilberto Alcalá Pineda | Spectateurs : 60 000 Arbitrage : Gilberto Alcalá Pineda |

| 28 juillet 1999                   | Allemagne                | 2 - 0 | Nouvelle-Zélande | Stade Jalisco, Guadalajara                    |                                               |
| 18:00 · Historique des rencontres | Preetz 6e · Matthäus 33e |       |                  | Spectateurs : 42 000 Arbitrage : Coffi Codjia | Spectateurs : 42 000 Arbitrage : Coffi Codjia |
| 18:00 · Historique des rencontres | (Rapport)                |       |                  | Spectateurs : 42 000 Arbitrage : Coffi Codjia | Spectateurs : 42 000 Arbitrage : Coffi Codjia |

| 30 juillet 1999                   | États-Unis            | 2 - 0 | Allemagne | Stade Jalisco, Guadalajara                              |                                                         |
| 18:00 · Historique des rencontres | Olsen 23e · Moore 50e |       |           | Spectateurs : 53 000 Arbitrage : Gilberto Alcalá Pineda | Spectateurs : 53 000 Arbitrage : Gilberto Alcalá Pineda |
| 18:00 · Historique des rencontres | (Rapport)             |       |           | Spectateurs : 53 000 Arbitrage : Gilberto Alcalá Pineda | Spectateurs : 53 000 Arbitrage : Gilberto Alcalá Pineda |

## Effectif
Sélectionneur :  Erich Ribbeck
| No. | Pos.      | Joueur          | Date de naissance et âge | Sélec. | Club                     |
| --- | --------- | --------------- | ------------------------ | ------ | ------------------------ |
| 1   | Gardien   | Jens Lehmann    | 10 novembre 1969         |        | AC Milan                 |
| 2   | Défenseur | Christian Wörns | 10 mai 1972              |        | Paris Saint-Germain      |
| 3   | Défenseur | Jörg Heinrich   | 6 décembre 1969          |        | Fiorentina               |
| 4   | Défenseur | Thomas Linke    | 26 décembre 1969         |        | Bayern Munich            |
| 5   | Défenseur | Mustafa Dogan   | 1er janvier 1976         |        | Fenerbahçe               |
| 6   | Milieu    | Ronald Maul     | 13 février 1973          |        | Arminia Bielefeld        |
| 7   | Milieu    | Mehmet Scholl   | 16 octobre 1970          |        | Bayern Munich            |
| 8   | Milieu    | Dariusz Wosz    | 8 juin 1969              |        | Bochum                   |
| 9   | Attaquant | Olaf Marschall  | 19 mars 1966             |        | Kaiserslautern           |
| 10  | Milieu    | Lothar Matthäus | 21 mars 1961             |        | Bayern Munich            |
| 11  | Attaquant | Michael Preetz  | 17 août 1967             |        | Hertha Berlin            |
| 12  | Gardien   | Robert Enke     | 24 août 1977             |        | Borussia Mönchengladbach |
| 13  | Attaquant | Oliver Neuville | 1er mai 1973             |        | Hansa Rostock            |
| 14  | Milieu    | Frank Baumann   | 29 octobre 1975          |        | Nuremberg                |
| 15  | Milieu    | Michael Ballack | 26 septembre 1976        |        | Kaiserslautern           |
| 16  | Milieu    | Bernd Schneider | 17 novembre 1973         |        | Eintracht Frankfurt      |
| 17  | Défenseur | Heiko Gerber    | 11 juillet 1972          |        | Nuremberg                |
| 18  | Milieu    | Lars Ricken     | 10 juillet 1976          |        | Borussia Dortmund        |
| 19  | Milieu    | Horst Heldt     | 9 décembre 1969          |        | 1860 Munich              |
| 20  | Attaquant | Paulo Rink      | 21 février 1973          |        | Bayer Leverkusen         |

## Navigation